# 鳴琴站

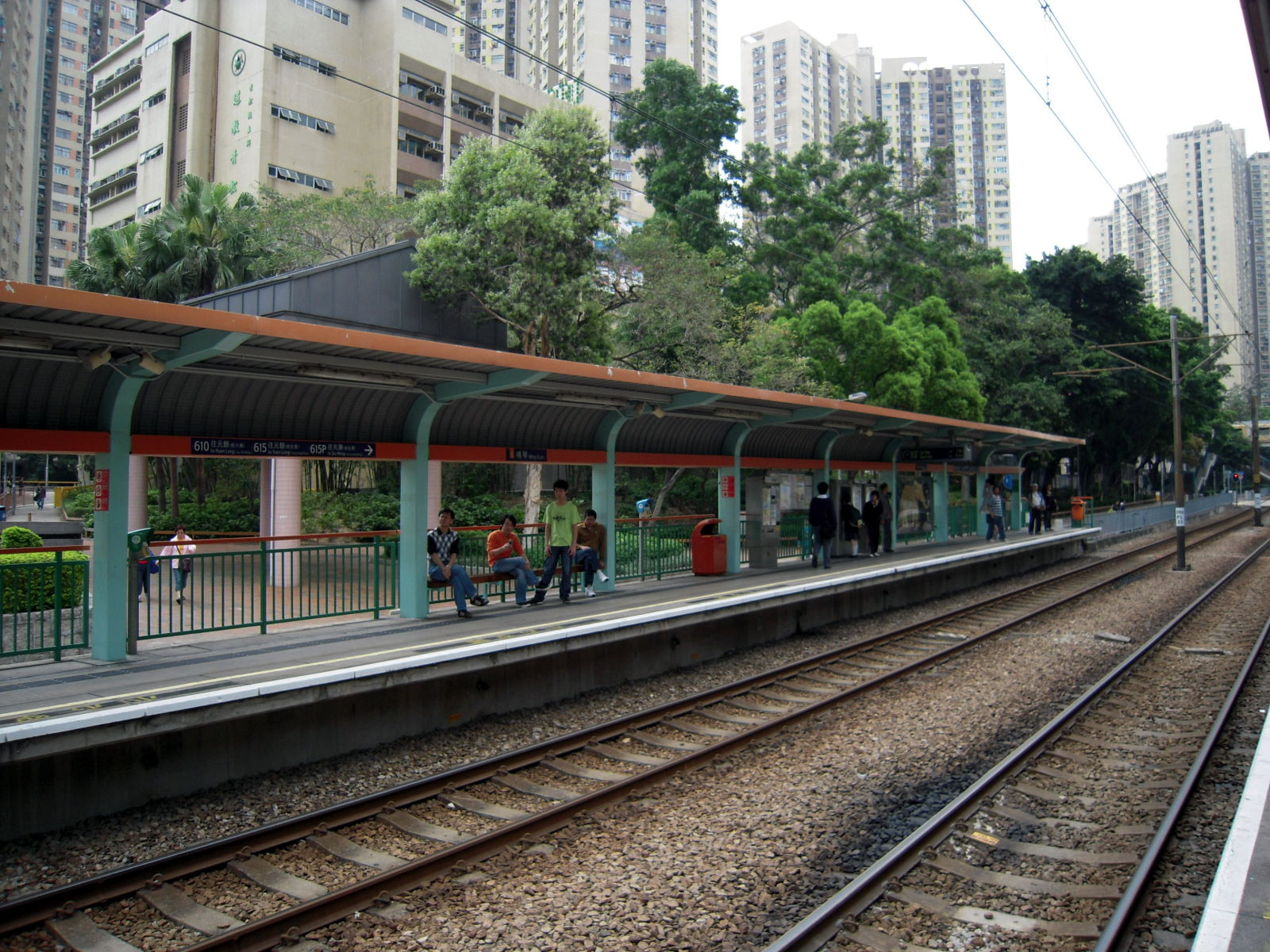
港鐵化前的鳴琴站1號月台（2009年）

鳴琴站（英語：Ming Kum Stop）是輕鐵的車站之一，代號200，屬於單程車票第2收費區，共有2個月台，共有4條輕鐵路綫途經此站 （其中路線505僅三聖方向單程途經）。

## 車站結構

### 車站樓層
| 地面              | 出口 | 山景商場、山景邨、巴士總站 |   |  |
| 地面              | 月台 | \| 側式 · 開左邊车门 \| \| \| \| \| \| \| \| 輕鐵610綫往元朗（石排） 輕鐵615綫往元朗（石排） 輕鐵615P綫往兆康（石排） \| 1 \| \| \| \| 2 \| 輕鐵505綫往三聖（建安） 輕鐵610綫往屯門碼頭（青雲） 輕鐵615綫往屯門碼頭（青雲） 輕鐵615P綫往屯門碼頭（青雲） \| \| \| \| 側式 · 開左邊车门 \| \| \| \| \| |   |  |
| 地面              | 出口 | 鳴琴路、屯門工業區 |   |  |
| 側式 · 開左邊车门 |      | |   |  |
|                   |      | 輕鐵610綫往元朗（石排） 輕鐵615綫往元朗（石排） 輕鐵615P綫往兆康（石排） | 1 |  |
|                   | 2    | 輕鐵505綫往三聖（建安） 輕鐵610綫往屯門碼頭（青雲） 輕鐵615綫往屯門碼頭（青雲） 輕鐵615P綫往屯門碼頭（青雲） |   |  |
| 側式 · 開左邊车门 |      | |   |  |

### 車站周邊
- 山景邨
- 山景商場
- 屯門工業區西面
- 山景街市
- 道教青松小學
- 楊小坑錦簇花園
- 富豪山莊

## 利用狀況
山景邨居民因位於山景邨內的兩個車站班次較疏，山景（北）站和山景（南）站均只設有一個月台前往兆康站，因此有不少山景邨居民前往本站乘車，大多人乘坐前往三聖方向或屯門碼頭方向的列車。505綫由本站前往屯門站及市中心的路程較為直接和不用轉車，所以大部份的乘客是等候505綫列車，加上不少山景邨居民前往本站乘車，所以使用量較高。正因為這樣，2號月台在大部份時間經常擠滿人，加上505綫列車經常脫班，令到月台會堆積更多人，所以要直至505綫列車到達，才能有效舒緩月台擠迫情況。

## 外部連結
- 港鐵公司 - 輕鐵及巴士服務 - 輕鐵街道圖 （页面存档备份，存于）
- 港鐵公司 - 輕鐵及巴士服務 - 輕鐵行車時間表 （页面存档备份，存于）